# Sorbus borosiana
Sorbus borosiana är en rosväxtart som beskrevs av Karpati. Sorbus borosiana ingår i släktet oxlar, och familjen rosväxter. Inga underarter finns listade i Catalogue of Life.